# Serrat de l'Hortó
El Serrat de l'Hortó és un serrat situat en el terme municipal de la Vall de Boí, a la comarca de l'Alta Ribagorça, i dins de la zona perifèrica del Parc Nacional d'Aigüestortes i Estany de Sant Maurici.
L'extrem septentrional del Serrat de l'Hortó està situat al sud de l'extrem occidental de lo Campo, d'on davalla cap a la riba dreta del Riu de Sant Nicolau. Localitzat entremig del Serrat del Colomer (la Vall de Boí) a ponent i del Serrat de Puigalí i a llevant, flanquejat per les Canals de Ribes Blanques i de la Graera Grossa, la seva elevació màxima és d'uns de 2,100 metres.